# ジョゼフ＝シャルル・マルドリュス
ジョゼフ＝シャルル・マルドリュス（Joseph-Charles Mardrus、1868年 - 1949年）は、フランスの医師、東洋学者。

## 人物
亡命グルジア人一族の出身でカイロに生まれ、ベイルートのイエズス会（現：セント・ジョゼフ大学）で教育を受けた。パリで医学博士号を取得を経て、フランス内務省の医師となり、インド、中近東、モロッコを回った。象徴派の詩人マラルメのサロン「火曜会」で多くの作家や芸術家と交流した。

## 業績
数編の小説を遺したほか、『千一夜物語』の翻案（1899-1904）と『クルアーン』の仏訳（1925）が有名。特に千一夜物語は、マルドリュス版として度々日本語訳された。アラビア語原典ブーラーク版を底本とし、「没我的逐字訳」すなわち徹底的な直訳を標榜しながら、フランス語の文体に囚われずアラビア語法を盛んに取り入れたマルドリュス版・全16巻は、一世を風靡し、フランスではアンドレ・ジッドらが、日本では西洋文学者上田敏や中国文学者奥野信太郎、仏文学者青柳瑞穂らが愛読した。

### 日本語訳
完訳版ほか、選集も数種類が出版
- （抄訳）酒井潔訳 通称『アラビアン・ナイツ』 1927。15編を選訳
- （画集）『画譜一千一夜物語』上巻 西條八十・矢野目源一解説 国際文献刊行会 1929
- （抄訳）堀口大學訳 「アラビアンナイトより」『週刊朝日』第21巻16号 1932.4
  - 『堀口大學全集　第8巻』に収録、小澤書店（「荷担ぎ屋と三人の娘の物語」の冒頭挿話の選訳）
- （抄訳）河上徹太郎訳 『アラビアン・ナイト　艶笑傑作選』 新潮文庫 1951、のち改版（佐藤正彰解説、5編選訳）。電子書籍版 2016
- （完訳）岩波文庫版 『千一夜物語』全26巻、豊島与志雄（14巻目まで）・佐藤正彰・渡辺一夫・岡部正孝（15巻目より、下記改訂も担当）共訳、1940-59。読売文学賞（第11回・翻訳部門）
  - 改訂版「完訳 千一夜物語」全13巻 岩波書店 1982-83／岩波文庫 1988。各巻に関連挿画
- （完訳）筑摩書房版 『千一夜物語』 佐藤正彰訳「世界古典文学全集」全4巻 1964-70、復刊1982・2005ほか
  - 「千一夜物語」ちくま文庫 全10巻、1988-89（電子書籍で再刊、2010）。各巻に関連解説

マルドリュス版は原典の性描写を誇張することで、アラビアン・ナイトを好色文学として提示した。戦前の出版は発禁の対象になった。1927年の酒井訳は検閲を免れるため、訳者名、発行元等の書誌事項は記載しなかったが、発禁処分を受けた。岩波文庫版は戦前刊の2冊は発禁こそ免れたが、伏字（空欄）の多用を余儀なくされた。